# Харти, Дэвид
Дэвид Харти (англ. David Harte; 3 апреля 1988 — ирландский хоккеист на траве, голкипер национальной сборной Ирландии и хоккейного клуба Дабанг Мумбаи.

## Спортивная биография
Дэвид Харти начинал свою карьеру в 2010 году в нидерландском клубе Кампонг. В 2013 году Дэвид Харти перешёл в индийский клуб Мумбаи Мэджиканс. В 2014 году Дэвид Харти перешёл в Дабанг Мумбаи.

Дэвид Харти выступает за сборную Ирландии. В 2006 году Дэвид Харти начал выступать за сборную Ирландии. По итогам EuroHockey Nations Championship, Дэвид Харти стал лучшим голкипером чемпионата. Дэвид сыграл за сборную Ирландии 133 матча. Участник летних Олимпийских игр 2016